# Ana Guillermina de Anhalt-Dessau
Ana Guillermina de Anhalt-Dessau (en alemán, Anna Wilhelmine von Anhalt-Dessau) (Dessau, 1715 - Dessau, 1780) fue una princesa alemana de la Casa de Ascania, de la rama de Anhalt-Dessau. Era la tercera hija (aunque la segunda en sobrevivir) del príncipe Leopoldo I de Anhalt-Dessau, con su esposa morganática, Ana Luisa Föhse.

## Biografía
Como la hija favorita de su padre, Ana Guillermina recibió la Mansión de Mosigkau, en las cercanías de Dessau, como su residencia en 1742. La princesa, que permaneció soltera toda su vida, empezó la renovación de su nuevo hogar con un arquitecto de la escuela sajona. A partir de 1757 pasó sus veranos en el nuevo Palacio de Mosigkau.
Su talento en las finanzas se hizo renombrado cuando su hermano, Mauricio, le permitió tomar el control sobre la administración de su casa y posesiones durante el periodo de su herida fatal de guerra en 1759.
En el año de su muerte, en 1780, Ana Guillermina ordenó la fundación del "convento de señoritas nobles" (en alemán: Das Hochadelige Fräuleinstift Mosigkau) en el castillo de Mosigkau. El convento existió hasta 1945. Desde entonces el castillo ha sido accesible como museo.
- Datos: Q563608
- Multimedia: Anna Wilhelmine of Anhalt-Dessau / Q563608